# Intel486SX

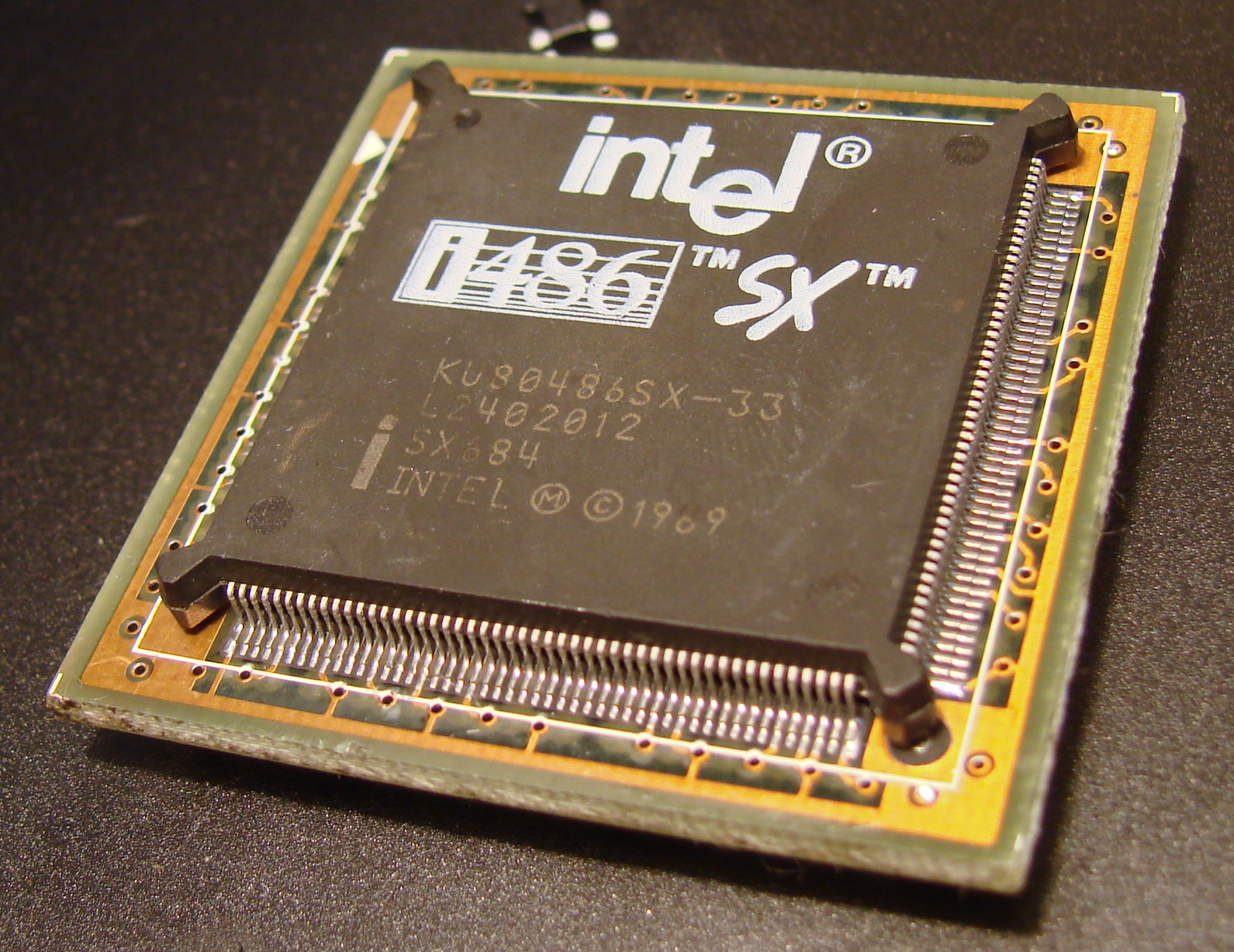
Микропроцессор i486SX

Intel A80486SX — микропроцессор серии Intel 80486, относящийся к линейке удешевлённых и функционально урезанных изделий, таких, как 8088 или 80386SX. Системы на базе Intel 486SX должны были составлять конкуренцию быстрым 386-м процессорам других производителей. Не имеет математического сопроцессора (технически он есть, но он неисправен, потому аппаратно он отключён).

## Основные сведения
i486SX не имеет встроенного арифметического сопроцессора, что приводит к меньшему быстродействию при математических расчётах в сравнении с i486DX. В некоторых образцах был уменьшен объём кэша, либо упрощалась конструкция основных блоков.
Все процессоры i486SX первых серий были на самом деле i486DX с дефектами в арифметическом сопроцессоре, появление данных чипов стало результатом так называемого биннинга — продажи процессоров с некритичными неисправностями как более дешёвых и урезанных в производительности и функциональности по сравнению с полностью исправными, и данная практика по продаже частично исправных центральных процессоров и графических процессоров среди производителей существует и сейчас. Если при тестировании на производстве выяснялось, что ядро работоспособно, но арифметический сопроцессор неисправен, то линии подключения арифметического сопроцессора пережигались с помощью лазера, а микросхема маркировалась как i486SX, в противном случае микросхема шла к потребителю с маркировкой i486DX.
Системы, построенные на i486SX, могли в дальнейшем оснащаться сопроцессором, идущим в виде отдельной микросхемы — Intel 487SX, либо процессорами серии OverDrive.